# Anomala macrophylla
Anomala macrophylla är en skalbaggsart som beskrevs av Ohaus 1923. Anomala macrophylla ingår i släktet Anomala och familjen Rutelidae. Inga underarter finns listade i Catalogue of Life.